# Passiflora bicornis
Passiflora bicornis Mill. – gatunek rośliny z rodziny męczennicowatych (Passifloraceae Juss. ex Kunth in Humb.). Występuje naturalnie w Meksyku, Gwatemali, Salwadorze, Hondurasie, Nikaragui, Kostaryce, Panamie, Kolumbii oraz Wenezueli. 

## Morfologia
PokrójZdrewniałe, trwałe, nagie liany.
LiścieBlaszka liściowa ma podwójnie klapowany kształt. Nasada liścia jest ścięta lub klinowa. Liście są prawie skórzaste. Mają 2–7 cm długości oraz 3–10 cm szerokości. Są całobrzegie. Wierzchołek jest ścięty. Ogonek liściowy jest owłosiony i ma długość 10–20 mm. Przylistki są liniowe.
KwiatyPojedyncze. Działki kielicha są podłużne, niebieskie, mają 2 cm długości. Płatki są podłużne, niebieskie, mają 1,3–1,5 cm długości. Przykoronek ułożony jest w dwóch rzędach.
OwoceSą kulistego kształtu. Mają 1–2 cm średnicy.

## Biologia i ekologia
Występuje w lasach na wysokości do 900 m n.p.m.